# Lebensphase
Als Lebensphase, Entwicklungsstadium oder Altersstufe werden unterschiedliche zeitliche Abschnitte in der Entwicklung eines Lebewesens bezeichnet, die sich anhand eigenständiger Merkmale voneinander abgrenzen lassen.

## Grundlagen
Die Biologie geht bei Lebewesen von einem umfassenden Lebenszyklus aus (lateinisch cyclus „Kreis“), der in vier Abschnitte unterteilt wird:
1. Vorlebensphase
2. Geschlechtsunreife Phase
3. Geschlechtsreifung
4. erwachsene geschlechtsreife Phase, mit der Fähigkeit zur Fortpflanzung

Die zugrundeliegenden qualitativen Merkmale und die Abgrenzung der Phasen sind nicht verbindlich festgelegt, weshalb sich nicht immer eindeutige Zuordnungen ergeben.

## Lebensphasen des Menschen

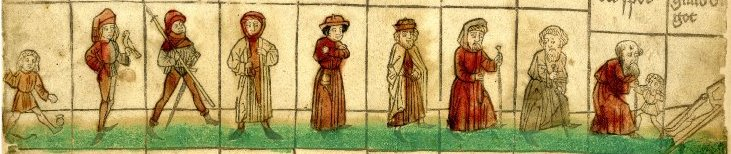
Darstellung der Lebensphasen des Menschen, 1482

Pythagoras gliederte das Leben des Menschen in vier, Hippokrates in sieben, Aristoteles in drei Phasen. Auch eine Einteilung in zehn Abschnitte wurde in der Antike beschrieben.
Der Lebenszyklus des Menschen wird heute eingeteilt in die Embryogenese und die folgenden Lebensphasen der Kindheit, der Jugend und des Erwachsenenalters. Innerhalb dieser Stufen gibt es auch besondere Abschnitte, so bei der Kindheit der Säugling und das Kleinkind und bei Erwachsenen der Senior im Ruhestand oder Rentenalter. Biologisch bestimmt sind die beiden Umstellungsphasen des Körpers, die Pubertät und die Wechseljahre (das Klimakterium) von Mann und Frau. Die jeweiligen psychologischen Aspekte werden von der Entwicklungspsychologie untersucht.
Auch nach anderen Merkmalen werden Einteilungen in Lebensphasen vorgenommen, beispielsweise im Rahmen eines als „normal“ angesehenen Werdegangs der modernen Sozialisation die Lebensphasen der vorschulischen Zeit, Schulzeit, Berufsausbildung oder Studium, Erwerbsleben und Rentenalter, das wiederum in ein drittes und viertes Alter aufgeteilt werden kann. Lebensphasen werden somit durch eine Abfolge von Lebensereignissen beschrieben.
Lebensphasen spielen auch im rechtlichen Sinne eine Rolle (siehe etwa Liste der Altersstufen im deutschen Recht), in wirtschaftspolitischen Betrachtungen (Alterspyramide) wie auch in der Pädagogik (Schulstufen, auf Entwicklungsphasen bezogene alternative Schulsysteme).
Die konkreten Altersangaben zu einer Lebensphase, wie auch diese selbst, sind in hohem Maße kulturell, sozial und wirtschaftlich bestimmt und Untersuchungsgebiet der Sozialpsychologie, der Ethnologie (Völkerkunde) und bezüglich Europa der historischen Volkskunde.

## Lebensphasen der Biologie
Die Entwicklungsbiologie spricht allgemein von Entwicklungsstadium. Bei Tieren werden grundsätzlich auch die Lebensstadien der Embryonalentwicklung, der Juvenilität (Kindheit und Jugend) und ein adultes (erwachsenes) Stadium unterschieden. Vor allem Haustiere tragen in einzelnen Phasen unterschiedliche Namen, so beim Hausschwein Ferkel  – Läufer – Sau oder Eber, oder beim Hausrind Kalb – Kälbin oder Jungstier – Kuh oder Stier. Wie beim Menschen finden sich bei vielen höheren Säugetieren auch Formen eines pubertären Stadiums, eines Junggesellendaseins und des Seniorenalters.
Insekten und andere Wirbellose zeigen wesentlich komplexere Entwicklungsphasen, bekannt sind die Metamorphose und die Jungfernstadien nicht geschlechtsreifer Individuen.
Bei Pflanzen werden Lebensphasen durch den Generationswechsel bestimmt, insbesondere gibt es hier die Phase des Keimlings und die diploide vegetative Phase. Besonders im Zusammenhang mit größeren Pflanzenbeständen wie Wäldern wird von natürlichen Altersstufen gesprochen.
Niedere Lebewesen wie Algen, Pilze oder Bakterien verfügen über eine umfangreiche Vielfalt an Lebensstadien, die etwa bei der Ausbildung von Sporen die Grenze der allgemeinen Definition von „Leben“ überschreiten. Solche Lebensphasen können sich durch vollständige biologische Inaktivität auszeichnen und Jahrhunderte andauern, in einigen Fällen auch länger.